# سیارک ۱۸۹۹۲
سیارک ۱۸۹۹۲ (به انگلیسی: 18992 Katharvard، نامگذاری:2000RK40) هجده هزار و نهصد و نود و دومین سیارک کشف شده‌است که در ۳ سپتامبر ۲۰۰۰ کشف شد.
قدر مطلق سیارک برابر ۲۰.۴ است.